# Francesco Pianeta
Francesco Pianeta (ur. 8 października 1984 w Cosenzy) – włoski bokser, były mistrz Unii Europejskiej federacji EBU, pretendent do Mistrzostwa Świata wagi ciężkiej.

## Życie prywatne
Rodzice Francesco Pianety pochodzą z regionu Kalabria w południowych Włoszech. Gdy miał 6 lat, razem z rodziną wyemigrował do Niemiec.
22 lutego 2010 u Francesco Pianety zdiagnozowano chorobę nowotworową (rak jądra). Po ponad półrocznym leczeniu, przebyciu operacji chirurgicznej oraz serii chemioterapii, wrócił do zdrowia.

## Kariera bokserska
Przed rozpoczęciem zawodowej kariery bokserskiej, uprawiał Kick-boxing. Z 10 pojedynków, wygrał 9, a jeden przegrał.
2 lipca 2005 roku Pianeta zadebiutował na zawodowym ringu. W 2. rundzie przez nokaut pokonał Słowaka Sylvestra Petrovica.
25 listopada 2006 wziął udział w gali na warszawskim Torwarze, gdzie w 1. rundzie przez TKO zwyciężył Rumuna – Valentina Marine’a.
16 lutego 2008 wygrał w 3. rundzie z Amerykaninem Donnellem Wigginsem, zdobywając wakujący pas młodzieżowego Mistrza Świata WBC.
17 maja 2008 Pianeta po raz pierwszy bronił tytuł młodzieżowego Mistrza Świata. Po dwóch rundach, pokonał Amerykanina – Michaela Marrone’a.
30 sierpnia 2008 Francesco Pianeta zdobył pas Unii Europejskiej, federacji EBU, przez wycofanie przeciwnika – Brytyjczyka Scotta Gammera, który doznał kontuzji ręki, w 8. rundzie.
20 grudnia 2008 niemiecki pięściarz obronił pas EBU w walce z Francuzem, Johann’em Duhaupasem. Pianeta wygrał jednogłośną decyzją sędziów na punkty.
4 kwietnia 2009 po raz drugi stanął w obronie pasa EBU. Jego przeciwnikiem był Polak Albert Sosnowski. Po 12-rundowym pojedynku sędziowie orzekli remis. Była to pierwsza walka Pianety, której nie wygrał.
19 września 2009 Pianeta po raz trzeci obronił tytuł mistrza Unii Europejskiej, federacji EBU. Jego rywal Matt Skelton, nie wyszedł do 9. rundy.
18 grudnia 2010 Francesco Pianeta stoczył swoją pierwszą walkę, po ponad rocznej przerwie spowodowanej chorobą. W rundzie 1. znokautował, 42-letniego Amerykanina Mike’a Middletona.
16 maja 2012 Pianeta pokonał jednogłośnie na punkty, po 10 rundach, byłego Mistrza Świata federacji WBC Olivera McCalla.
7 września 2012 Francesco Pianeta zwyciężył jednogłośnie na punkty, po 10 rundach, Fransa Bothę.
16 listopada 2012 Francesco Pianeta pokonał w pierwszej rundzie, przez KO, Nelsona Dario Domingueza.
4 maja 2013 stoczył pojedynek o tytuł Mistrza Świata federacji WBA, WBO, IBF oraz IBO z Władimirem Kliczko. Pianeta poniósł porażkę w 6. rundzie przez techniczny nokaut.
11 lipca 2015 w Magdeburgu w pojedynku o tytuł mistrza świata wagi ciężkiej federacji WBA w wersji Regular, został znokautowany w pierwszej rundzie przez Uzbeka Rusłana Czagajewa (34-2-1, 21 KO).
18 sierpnia 2018 zmierzył się w Belfaście z byłym zunifikowanym mistrzem świata wagi ciężkiej Tysonem Furym (26-0, 19 KO). Przegrał tę walkę po dziesięciu rundach na punkty.